# Далримпл, Хью
Генерал сэр Хью Далримпл, 1-й баронет (3 декабря 1750 — 9 апреля 1830) был шотландским генералом британской армии и губернатором Гибралтара.

## Ранние годы
Далримпл был единственным сыном капитана Джона Далримпла из 6-го драгунского полка и его второй жены, Мэри, в девичестве Росс (ок. 1719—1793). После смерти его отца в 1753 году мать Далримпла вышла замуж за сэра Джеймса Адольфа Отона.

## Военная карьера
Далримпл был назначен энсином 31-го пехотного полка в 1763 году, получил звание лейтенанта в 1766 году и капитана в 1768 году. С 1767 по 1768 год он временно ушёл из армии, чтобы учиться в Эдинбургском университете. Благодаря влиянию его семьи в 1779 году Далримпл был посвящён в рыцари.
Будучи подполковником 68-го пехотного полка, в 1781 году он был произведен в полковники и переведён в 1-й пехотный гвардейский полк. В 1793 году он командовал под Йорком составным батальоном гренадеров в бригаде Лейка во время Фландрской кампании и участвовал в боевых действиях в Реме 8 мая, в Фамаре 23 мая, при осаде Валансьена 13 июня — 28 июля и при осаде Дюнкерка 25 августа — 10 сентября. Он вернулся в Великобританию в начале 1794 года и 3 октября был назначен генерал-майором. В 1796 году он был назначен вице-губернатором Гернси. В 1797 году он стал полковником 81-го пехотного полка (Верные линкольнские добровольцы), в 1798 году был переведен в 37-й (Северный хэмпширский) пехотный полк, а в 1810 году — в 19-й пехотный полк.
1 января 1801 года он был произведен в генерал-лейтенанты, а с 1802 по 1806 годы был главнокомандующим Северного округа. В 1806 году он был отправлен в Гибралтар для службы под началом генерал-лейтенанта Генри Эдварда Фокса. После отъезда Фокса он стал исполняющим обязанности губернатора Гибралтара, заменив Гордона Драммонда, и занимал эту должность с ноября 1806 по август 1808 года.
В 1808 году он был назначен командиром португальской экспедиции, которая высадилась 22 августа после поражения Жюно в Вимейру, чтобы заменить Уэлсли и Бьюрарда. Он немедленно остановил преследование Артуром Уэлсли побеждённых французов. Не имея уверенности или интеллекта (или и того, и другого), 31 августа Далримпл подписал с Жюно перемирие, которое позволило тому вернуться во Францию на британских кораблях со всем его оружием, солдатами и добычей. Это печально известное перемирие, известное как Синтрская конвенция, было осуждено как в Лондоне, так и в Португалии. 4 октября Далримпл отправился на родину, чтобы предстать перед следствием, и больше никогда не занимал командные должности.
Сэр Джон Мур, заменивший Далримпла в Португалии, сказал, что тот «никогда не мог ни на что решиться». «Сэр Хью, никогда не имевший опыта командования, кажется, совершенно не понимает, как работать с руководителями своих подразделений; а страдают из-за этого солдаты».
В 1811 году он стал полковником 57-го полка (Западного мидлсекского), а с 1 января 1812 года был произведён в генералы. В 1818 году он был назначен комендантом замка Блэкнесс.

## Семья
В 1783 году он женился на Фрэнсис, дочери генерала Фрэнсиса Лейтона; у них было три дочери и два сына.